# Layered Image File Format
Formato de Archivo de Imagen en Capas ("LIFF", por sus siglas en inglés) es un formato de archivo usado en el suite de Openlab para el procesamiento de imagen del microscopio.[cita requerida] Es un formato propietario, pero tiene una forma abierta y extensible análoga a TIFF.[cita requerida]
Fue específicamente diseñado para almacenar un gran número de imágenes de alta resolución y también todos los metadatos generados por análisis de tales imágenes.
Aparte de ser un acrónimo, el nombre LIFF fue escogido en honor al libro de Douglas Adams yJohn Lloyd "The Meaning of Liff"[cita requerida], que también lleva el nombre de Liff, un pueblo de Escocia.